# سيرغي ناريشكين
سيرغي ناريشكين (الروسية: Серге́й Евге́ньевич Нары́шкин) هو سياسي روسي، يتولى منصب رئيس مجلس الدوما للدورة التشريعية السادسة منذ 21 ديسمبر عام 2011. وهو مدير خدمة المخابرات الخارجية الروسية منذ 2016.

## حياته
ولد سيرغي ناريشكين في 27 أكتوبر عام 1954 في مدينة لينينغراد (بطرسبورغ حاليا) وتخرج في عام 1978 من معهد لينينغراد الميكانيكي، ثم أنهى مدرسة المخابرات (كي جي بي) العليا للاتحاد السوفيتي في مدينة مينسك. ولديه أيضا شهادة الاقتصاد التي منحها اياه معهد بطرسبورغ للإدارة.
تولى منذ عام 1982 منصب مساعد مدير معهد لينينغراد التكنولوجي، ثم عمل في إدارة المستشار الاقتصادي في السفارة السوفيتية في بلجيكا.
وفي مطلع السبعينات تولى منصب رئيس شعبة في لجنة الاقتصاد والمال ببلدية بطرسبورغ.
في عام 1995 تولى إدارة الاستثمارات الخارجية في مصرف الصناعة والإنشاءات في بطرسبورغ.
وفي عام 1997 تم تعيينه رئيسا لادارة الاستثمارات في حكومة مقاطعة بطرسبورغ.
في عام 2004 انتقل إلى موسكو حيث تولى منصب نائب رئيس إدارة الاقتصاد في ديوان الرئيس الروسي. وفي العام نفسه تم تعيينه نائبا لرئيس الديوان الرئاسي.
وترأس ناريشكين إدارة جهاز الحكومة منذ سبتمبر/ايلول 2004، وفي عام 2007 أصبح نائبا لرئيس الوزراء، وفي عام 2008 شغل منصب مدير الديوان الرئاسي. وفي انتخابات 4 ديسمبر عام 2011 كان على رأس قائمة «روسيا المتحدة» لمقاطعة لينينغراد.
وانتخب نواب مجلس الدوما الروسي سيرغي ناريشكين، مدير الديوان الرئاسي سابقا، رئيسا لمجلس الدوما في الدورة التشريعية السادسة للمجلس في جلستها المنعقدة في يوم 21 ديسمبر عام 2011. وايد هذا القرار 238 نائبا.
ويترأس ناريشكين لجنة مكافحة تزوير تاريخ روسيا ولجنة الإصلاح الإداري التابعة للرئيس الروسي دميتري مدفيديف.